# KAZUKI
KAZUKI（カズキ、1975年12月25日 - ）は、日本の女子プロレスラー。本名：藤原 和子（ふじわら かずこ）。PURE-J女子プロレス所属。身長156cm、体重68kg。血液型O型。岡山県和気郡出身。

## 所属
- 吉本女子プロレスJd'（1997年 - 2004年）
- フリーランス（2004年 - 2005年）
- JWP女子プロレス（2005年 - 2017年）
- PURE-J女子プロレス（2017年 - ）

## 経歴・戦歴
1997年
- 5月26日、兵庫・姫路市厚生会館において、対飯塚昌美戦で本名でJd'からデビュー。

1999年
- 6月13日、東京・後楽園大会でヒールとして、現在のリングネームに改めた。

2004年
- JDスター退団。

2005年
- 3月4日、北沢タウンホール大会でJWP女子プロレスへ入団。
- 12月28日、東京・新木場1stRING「Tommy20周年記念イベント」において、阿部幸江とのタッグ「WANTED!?」で、ザ・ブラディー、ファング鈴木組と対戦。WANTED!?が勝利。

2006年
- 8月6日、東京・後楽園ホール「L-FIGHT4」において、立野記代と対戦。デスバレーボムで敗れる。

## 人物
- デビュー戦の相手を務めることが多く「デビュー戦のエキスパート」「デビュー戦キラー」とも呼ばれている。
- KinKi Kidsの堂本光一の大ファン。

## 得意技
- 水車落とし
- ジャガーバックドロップホールド

相手の脚を折りたたみ、足首を持ってバックドロップの要領で叩きつけていく。Jd'時代のコーチだったジャガー横田の技。
- 延髄ニー
- タイガードライバー
- シャイニングウィザード
- K-クラッシャー

旋回式エースクラッシャー
- ダイビングダブルニードロップ
- デス・バイ・ロデリック

ファイヤーマンズキャリーで相手を持ち上げ、自分の前方に落としつつ、自らも倒れこんで相手の腹に両膝を突き立てる。

## タイトル歴
- 第10代・第15代TWF世界タッグ王座（パートナーは阿部幸江）
- 第25代JWP認定タッグ王座（パートナーは阿部幸江）

## 入場テーマ曲
- 「スナイパー・フロム・サ・ダークネス」（大野雄二） - 元々はバッドニュース・アレンのテーマ曲
- 「レボリューション」（スクーター）
- 「Academic Illusion」（宮元たかし）